# Mockingbird Lane
Pour plus de détails, voir Fiche technique et Distribution.
Mockingbird Lane, devait initialement être une série télévisée développée par Bryan Fuller, mais le manque de succès du pilote fit que la série ne fut pas commandée. Le pilote est alors devenu un téléfilm américain de 43 minutes réalisé par Bryan Singer et qui a été diffusé le 26 octobre 2012 sur le réseau NBC. C'est un remake de la série Les Monstres (The Munsters) originellement diffusée en 1964.
Il est inédit dans les pays francophones.

## Synopsis
Les Munster sont une famille tout ce qu'il y a de plus monstrueux ! Herman, le chef du clan, ressemble à s'y méprendre à la créature de Frankenstein. Lily et Grandpa sont des vampires. Quant à Eddie, le fils, c'est un loup-garou. Mais à part ces petites fantaisies, ils sont des gens comme tout le monde.

## Distribution
- Jerry O'Connell : Herman Munster
- Portia de Rossi : Lily Munster
- Eddie Izzard : Grandpa (Sam Dracula)
- Charity Wakefield : Marilyn Munster
- Mason Cook : Eddie Munster
- Cheyenne Jackson : Scout Master Steve
- Beth Grant : Maryanne, la voisine paraplégique

## Production

### Développement
En août 2011, le producteur Bryan Fuller a mis en projet une nouvelle version de The Munsters pour NBC, qui est devenu Mockingbird Lane en février 2012 en hommage à l'adresse de la maison victorienne de la série originale.

### Casting
Les rôles ont été attribués dans cet ordre : Eddie Izzard (grand-père), Charity Wakefield (Marilyn), Mason Cook (Eddie), Jerry O'Connell (Herman), Portia de Rossi (Lily), Cheyenne Jackson et Beth Grant. Mariana Klaveno avait obtenu le rôle de Lily mais était déjà liée à la série Devious Maids.

### Tournage
Le pilote a été tourné en juin 2012 pour une éventuelle diffusion à la mi-saison.